# Rangers de Saint Paul
Les Rangers de Saint Paul sont une franchise de hockey sur glace ayant évolué dans la Ligue centrale de hockey.

## Historique
L'équipe a été créée en 1963 à Saint Paul dans l'État du Minnesota, ils sont parrainés par l'équipe des Rangers de New York et affichent donc les mêmes couleurs. 
Lors de sa première saison, l'équipe dirigée par Fred Shero atteint la finale des séries éliminatoires. Au terme de cette dernière, deux joueurs sont nommés dans la première équipe d'étoile de la ligue : le gardien Marcel Pelletier et le défenseur Bob Woytowich.
Lors de la saison suivante (1964-1965), ils sont sacrés champions. Deux joueurs reçoivent aussi une récompense individuelle : l'ailier droit Marc Dufour est nommé dans la première équipe d'étoile et le défenseur Mike McMahon reçoit le trophée Bobby-Orr remis au meilleur défenseur, en plus d'être nommé dans la première équipe d'étoile.
Pour la saison 1965-1966, à la suite du déménagement des Bruins de Minneapolis à Oklahoma City, ils changent leur noms en Rangers du Minnesota, dans le but de représenter l'ensemble de l'état du Minnesota. 
Malgré le fait que l'équipe remporte la Coupe Adams, l'audience est très faible à Saint Paul et les dirigeants décident donc de délocaliser l'équipe à Omaha dans le Nebraska, reprenant le nom du ancienne franchise de la LCH : les Knights d'Omaha. Ils vont remporter encore 3 championnats : 1969-1970, 1970-1971 et 1972-1973.
Lors de la saison 1972-1973, leur affiliation aux Rangers de New-York cesse, à la demande de la nouvelle équipe de la LNH, les Flames d'Atlanta, d'en faire leur club ferme. Le logo est donc changé, ainsi que les couleurs de l'équipe pour ressembler à celui de l'équipe évoluant à l'échelon supérieur.
à la fin de la saison 1974-1975, la franchise cesse ses activités.

## Statistiques
| Saison    | PJ | V  | D  | N | % V  | BP  | BC  | Pts | Classement                  | Séries éliminatoires | Entraîneur |
| --------- | -- | -- | -- | - | ---- | --- | --- | --- | --------------------------- | -------------------- | ---------- |
| 1963-1964 | 72 | 38 | 30 | 4 | 52,8 | 259 | 230 | 80  | 2e place de la Division Sud | Finalistes           | Fred Shero |
| 1964-1965 | 70 | 41 | 23 | 6 | 58,6 | 281 | 223 | 88  | 1er place de la ligue       | Champions            | Fred Shero |

## Joueurs
| Nom                    | Pos | PJ  | B  | A  | Pts | Pun | Saison(s) |
| ---------------------- | --- | --- | -- | -- | --- | --- | --------- |
| Paul Andrea            | AD  | 158 | 57 | 75 | 132 | 22  | 1963-1965 |
| Bob Ash (en)           | D   | 80  | 5  | 5  | 10  | 39  | 1964-1965 |
| Terry Ball (en)        | D   | 1   | 0  | 0  | 0   | 0   | 1964-1965 |
| Richard Balon (en)     | C   | 59  | 29 | 24 | 53  | 33  | 1963-1964 |
| Trent Beatty           | AD  | 14  | 5  | 8  | 13  | 6   | 1963-1964 |
| Gilles Boisvert        | G   | 3   | 0  | 0  | 0   | 0   | 1963-1964 |
| Dick Bouchard (en)     | AD  | 29  | 6  | 11 | 17  | 16  | 1963-1964 |
| Claude Boucher (en)    | AD  | 5   | 2  | 1  | 3   | 28  | 1963-1964 |
| Rich Brown (en)        | C   | 5   | 0  | 0  | 0   | 0   | 1963-1964 |
| Wally Chevrier (en)    | D   | 87  | 7  | 30 | 37  | 34  | 1963-1965 |
| Bill Collins (en)      | C   | 69  | 17 | 31 | 48  | 71  | 1964-1965 |
| Bob Cunningham (en)    | C   | 77  | 26 | 52 | 78  | 39  | 1963-1964 |
| Doug Davidson          | AG  | 4   | 0  | 1  | 1   | 2   | 1963-1964 |
| Lynn Davis             | G   | 8   | 0  | 0  | 0   | 0   | 1963-1964 |
| Bernard Deschamps (en) | AG  | 49  | 23 | 22 | 45  | 75  | 1963-1965 |
| Marc Dufour (en)       | AD  | 80  | 47 | 64 | 111 | 54  | 1964-1965 |
| Alex Fitzpatrick (en)  | C   | 3   | 0  | 0  | 0   | 0   | 1964-1965 |
| Wayne Hall (en)        | AG  | 107 | 22 | 41 | 63  | 18  | 1963-1965 |
| Al Hamilton (en)       | D   | 3   | 0  | 2  | 2   | 0   | 1964-1965 |
| John Hartig            | D   | 5   | 0  | 0  | 0   | 6   | 1963-1964 |
| Doug Harvey            | D   | 5   | 2  | 2  | 4   | 6   | 1963-1964 |
| Bob Howard (en)        | D   | 3   | 1  | 0  | 1   | 2   | 1963-1964 |
| Don Hughes             |     | 3   | 0  | 0  | 0   | 6   | 1963-1964 |
| Howie Hughes (en)      | AD  | 74  | 31 | 37 | 68  | 39  | 1963-1964 |
| Bill Hway              | AG  | 4   | 0  | 0  | 0   | 4   | 1964-1965 |
| Jim Johnson (en)       | C   | 153 | 47 | 89 | 136 | 35  | 1963-1965 |
| Norm Johnson           | C   | 1   | 0  | 1  | 1   | 2   | 1963-1964 |
| Robert Kabel (en)      | C   | 4   | 1  | 3  | 4   | 0   | 1963-1964 |
| Jean-Pierre Lafond     | D   | 4   | 0  | 0  | 0   | 0   | 1964-1965 |
| Al LeBrun (en)         | D   | 153 | 16 | 32 | 48  | 61  | 1964-1965 |
| Dave McComb (en)       | C   | 104 | 20 | 38 | 58  | 49  | 1963-1965 |
| Mike McMahon (en)      | D   | 87  | 27 | 55 | 82  | 257 | 1963-1965 |
| John McMillan          | AD  | 3   | 0  | 0  | 0   | 6   | 1964-1965 |
| Jim Mikol (en)         | D   | 44  | 15 | 40 | 55  | 42  | 1964-1965 |
| Wayne Muloin (en)      | D   | 72  | 0  | 12 | 12  | 101 | 1964-1965 |
| Maurice Oftebro        | AG  | 32  | 10 | 12 | 22  | 24  | 1963-1964 |
| George Pearson (en)    | C   | 72  | 29 | 53 | 82  | 50  | 1964-1965 |
| Marcel Pelletier (en)  | G   | 115 | 0  | 5  | 5   | 12  | 1963-1965 |
| Bob Plager             | D   | 69  | 16 | 41 | 57  | 179 | 1963-1964 |
| Tracy Pratt (en)       | D   | 138 | 20 | 42 | 62  | 404 | 1963-1965 |
| Dave Richardson        | AG  | 8   | 3  | 2  | 5   | 10  | 1964-1965 |
| Barrie Ross (en)       | C   | 95  | 43 | 71 | 114 | 62  | 1963-1965 |
| Wayne Rutledge (en)    | G   | 39  | 0  | 0  | 0   | 12  | 1964-1965 |
| Gary Sabourin (en)     | AD  | 78  | 18 | 30 | 48  | 116 | 1963-1965 |
| Borden Smith (en)      | AG  | 11  | 0  | 0  | 0   | 2   | 1964-1965 |
| Ulf Sterner            | AG  | 16  | 12 | 9  | 21  | 2   | 1964-1965 |
| Billy Taylor (en)      | C   | 123 | 51 | 57 | 108 | 121 | 1963-1965 |
| Ted Taylor (en)        | AG  | 70  | 20 | 32 | 52  | 101 | 1963-1964 |
| Alton White (en)       | C   | 3   | 0  | 1  | 1   | 0   | 1963-1964 |
| Bob Woytowich          | D   | 79  | 11 | 35 | 46  | 109 | 1963-1964 |